# Comitè de Seguretat Nacional de la República del Kazakhstan
El Comitè de Seguretat Nacional de la República del Kazakhstan és l'agència d'intel·ligència del Kazakhstan. És abreujat com a NSC, i KNB. També és coneguda de manera no oficial com al Servei de Seguretat Nacional Kazakh. És la branca del servei d'intel·ligència que s'encarrega dels assumptes interns, en complementació de Syrbar, que és el servei d'intel·ligència kazakh encarregat en afers exteriors. Depèn directament del president del Kazakhstan. Alhora, les forces frontereres depenen de l'agència. És considerat que viola drets humans.
L'agència fou creada per una llei aprovada al parlament el juliol de 1992 que autoritzà la creació d'una agència que substituïra la KGB, l'aparell de seguretat nacional soviètic anterior. Al principi hi havia la major part dels treballadors que la KGB tenia com a empleats a Kazakhstan: el primer cap, Bulat Baekenov, havia treballat per a la KGB durant més de dos dècades. Els primers anys d'existència de l'agència kazakh es caracteritzaren principalment per ser cooperant amb el govern de Rússia per als assumptes de seguretat fronterera i intel·ligència defensiva contra suposats espies estrangers.
Entre 1999 i el 2002 el primer gendre del president, Rakhat Aliyev, va pujar posicions al KNB i al servei de seguretat presidencial.
El 2009 un exministre de defensa del país acusà a l'agència d'interceptar les seues cridades telefòniques i d'altres membres del parlament. "El 2012 uns membres de l'agència foren acusats de coaccionar als testimonis de 37 acusats d'organitzar protestes en massa utilitzant violència".
El 2014 es va fer públic que les empreses Verint Israel i NICE systems van proveir de centres de vigilància a aquesta organització.